# Psittacanthus chanduyensis
Psittacanthus chanduyensis är en tvåhjärtbladig växtart som beskrevs av August Wilhelm Eichler. Psittacanthus chanduyensis ingår i släktet Psittacanthus och familjen Loranthaceae. Inga underarter finns listade i Catalogue of Life.